# Daryl Kramp
Daryl Kramp (Kirkland Lake, Ontario, 14 de junio de 1947-8 de febrero de 2024) fue un empresario y político canadiense.

## Biografía
Kramp fue un antiguo investigador de la Policía Provincial de Ontario. Fue concejal municipal y diputado reeve en el municipio de Madoc, Ontario, como miembro del Parlamento Provincial de Ontario, donde vivió hasta su muerte. Trabajó en los sectores minorista, mayorista y hotelero. También organizó giras de hockey sobre hielo de nivel junior y fue instructor a tiempo parcial en St. Lawrence College, Kingston. Contrajo matrimonio con Carol Ann Kramp y fueron padres de tres hijas: Kari Layne, Shelby y Taryl Kramp.

Su hija Shelby Kramp Neuman se dedica a la política.
Kramp falleció el 8 de febrero de 2024 a los 76 años.